# Jaylen Samuels
Jaylen Samuels (Charlotte, 20 luglio 1996) è un giocatore di football americano statunitense che milita nel ruolo di running back per i Pittsburgh Steelers della National Football League (NFL).

## Carriera professionistica
I Pittsburgh Steelers scelsero Samuels nel quinto giro (165º assoluto) del Draft NFL 2018. A causa dell'infortunio di James Conner, disputò la prima gara come titolare nel 14º turno contro gli Oakland Raiders. Sette giorni dopo, contro i New England Patriots, Samuels corse 19 volte per 142 yard e ricevette 2 passaggi per 30 yard nella vittoria 17-10, venendo premiato come rookie della settimana. Quelle 142 yard corse furono il secondo massimo nella storia degli Steelers per un rookie, dietro alle 146 di Bam Morris nel 1994 contro i New York Giants.

## Palmarès
- Rookie della settimana: 1

15ª del 2018